# 어벤지드 세븐폴드의 음반 목록
이문서는 미국의 헤비 메탈밴드인 어벤지드 세븐폴드의 음반 목록에 관한 문서이며,
어벤지드 세븐폴드는 6개의 정규 앨범,1개의 라이브 앨범,1개의 비디오 앨범,2개의 EP 앨범, 18개의 싱글 앨범,16개의 뮤직비디오가 있다